# Ostpreußische Mädchengewerbeschule
Die Ostpreußische Mädchengewerbeschule war ein Institut für die beruflich-gewerbliche Ausbildung junger Frauen in Königsberg.

## Allgemeiner Hintergrund
Die über den Handwerks- und Industriekorporatismus organisierte betriebliche Berufsausbildung war der weiblichen Jugend in Deutschland zu Beginn des 20. Jahrhunderts weitgehend verschlossen. Im Kontext der Entstehung der Frauenerwerbstätigkeit und des Ausbaus berufsfachlicher Arbeitsmärkte für Frauen entwickelten sich deshalb schulische Berufsausbildungswege als Ersatz für die fehlende Lehre. So standen Fächer wie Kochen, Schneidern, Nähen, Lebensmittelchemie, Handarbeit, aber auch die Erlernung „feiner Lebensart“ sowie „Französischparlieren“ als Unterrichtsfächer auf dem Programm.

## Erster Standort am Roßgärter Markt
Die Ostpreußische Mädchengewerbeschule (OMGS) ging am 1. Oktober 1909 aus der Cecilienschule (auch Cäcilienschule) vom Königsberger Verein Frauenwohl unter Pauline Bohn und der Ostpreußischen Haushaltungsschule unter Luise Hippel und den Geschwistern Popp hervor. Das alte Gebäude der OMGS stand am Roßgärter Markt.
Die Schule hatte die Berechtigung, Lehrerinnen für Hauswirtschaft und weibliche Handarbeiten auszubilden. Sie führte Vierteljahreskurse für Kochen, Nadelarbeit und Bügeln durch. Den ersten Kurs mit 34 Mädchen leitete Gymnasialprofessor Georg Ellendt (1840–1908), der auch den Lehrplan dafür ausgearbeitet hatte. Erste Direktorin war Gertrud Fuhr. 1912 wurde Marie Therese Gosse Leiterin der Schule.

## Der Neubau an der Beethovenstraße

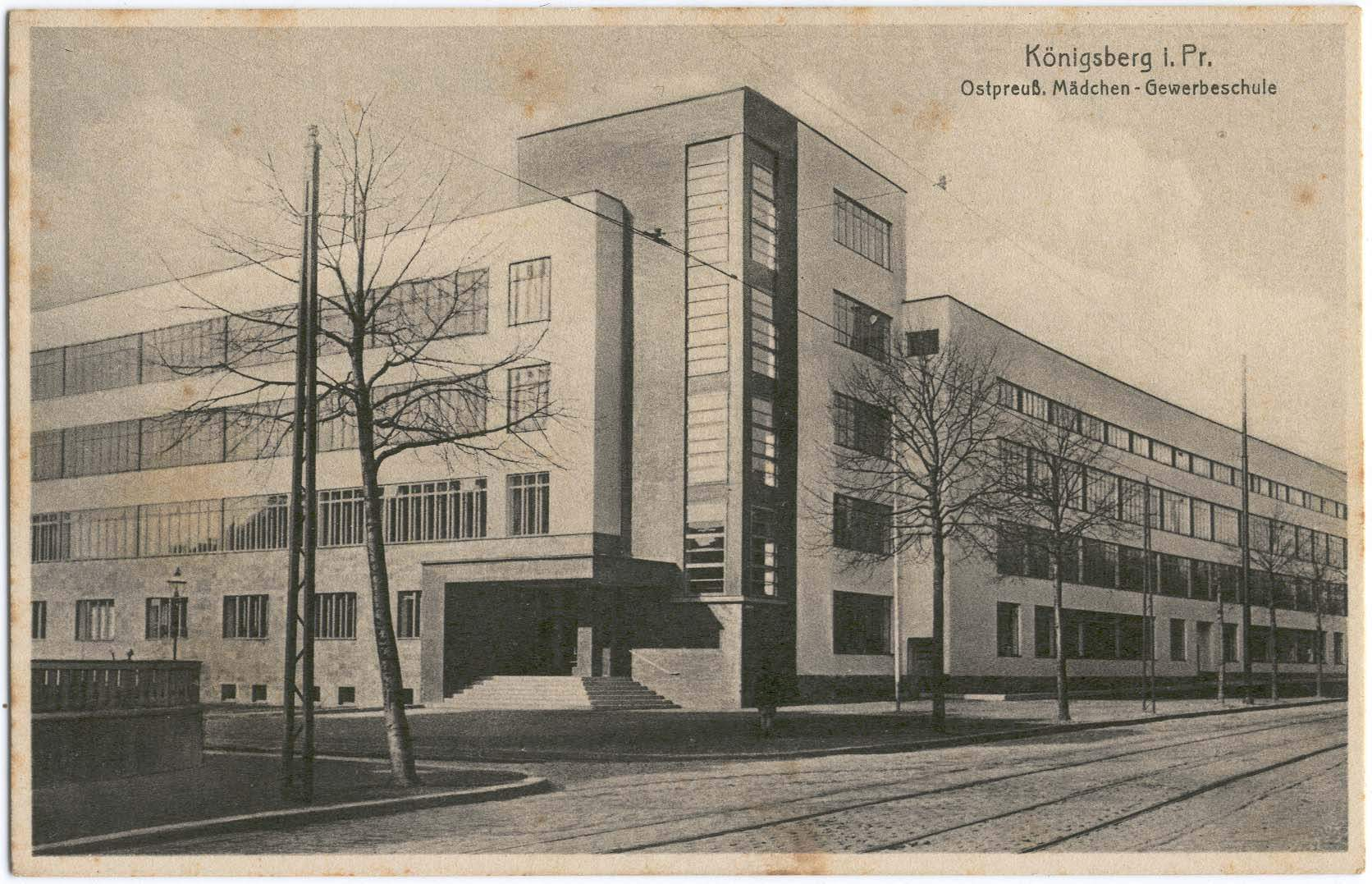
Neues Schulgebäude, 1930er

Da der alte Bau am Roßgärter Markt in den 20er Jahren zu eng wurde, übernahm die Stadt im Februar 1928 auf Betreiben von Marie Therese Gosse vom Verein Frauenwohl die Aufgabe, einen Neubau zu errichten. Das seinerzeit höchst moderne Gebäude der neuen OMGS wurde im Bauhausstil von dem Architekten Hanns Hopp errichtet. Das Gebäude wurde von den Königsbergern scherzhaft „Klopsakademie“ oder „Mädchenaquarium“ genannt.
Bei der Mädchengewerbeschule gab es eine 1,90 m hohe Bronzeplastik „Schreitendes Mädchen“ von Hermann Brachert, geschaffen 1929, die 1933 entfernt wurde. Ihr heutiger Verbleib ist unbekannt, sie gilt als verschollen.

## Die Nutzung des Neubaus seit 1945

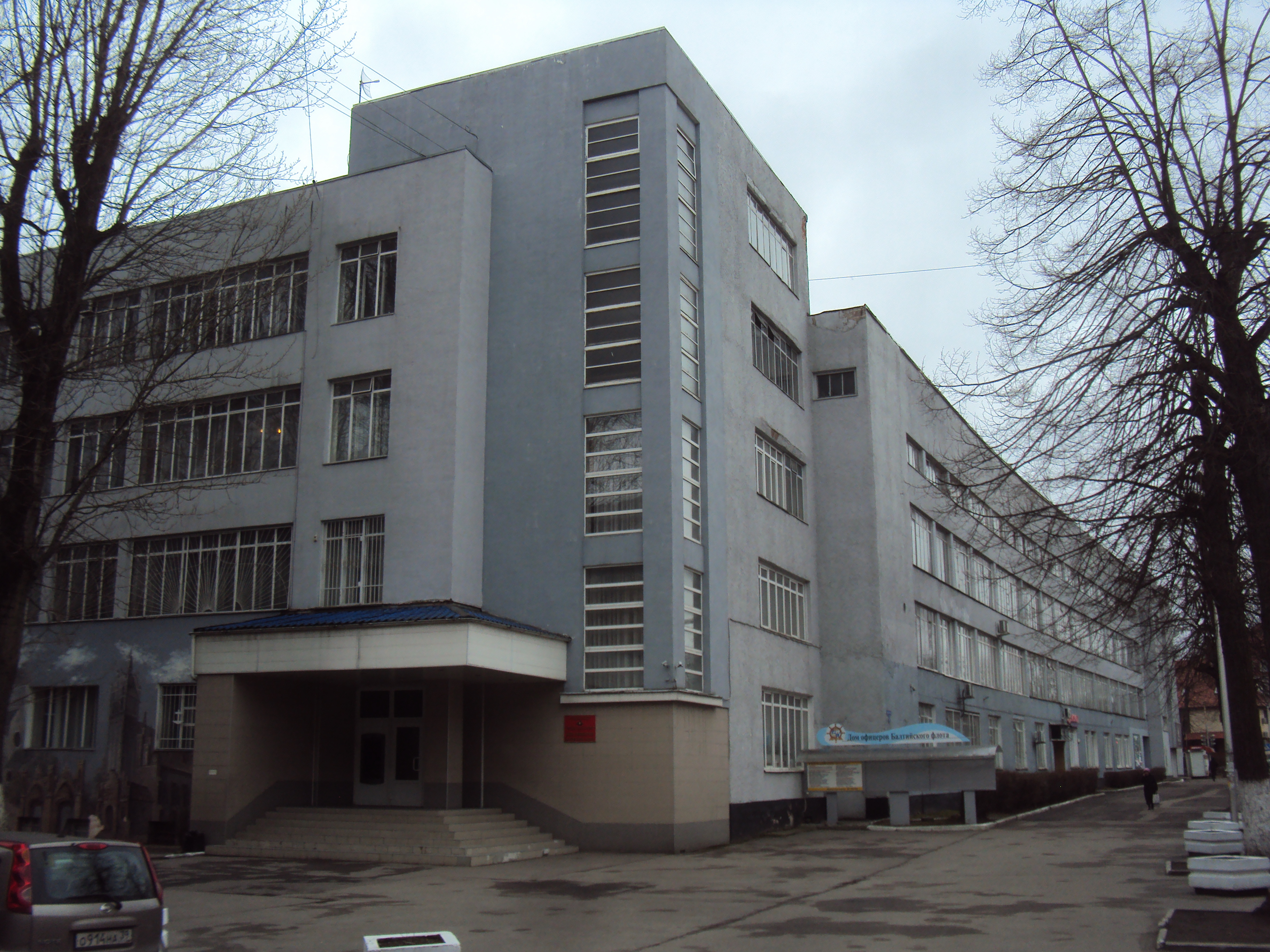
Haus als Offiziersheim der Baltischen Flotte

Der im Zweiten Weltkrieg unzerstört gebliebene Bau, nun an der Uliza Kirowa gelegen, wurde fortan als Standortheim der in Kaliningrad stationierten Offiziere der Sowjetarmee verwendet. Heute dient das Haus als Offiziersheim der Baltischen Flotte.